# Scheloribates orixaensis
Scheloribates orixaensis är en kvalsterart som beskrevs av Badejo, Woas och Beck 2002. Scheloribates orixaensis ingår i släktet Scheloribates och familjen Scheloribatidae. Inga underarter finns listade i Catalogue of Life.